# Coelioxys tabayensis
Coelioxys tabayensis là một loài Hymenoptera trong họ Megachilidae. Loài này được Schrottky mô tả khoa học năm 1920.